# Lema de Neyman-Pearson
En estadística, el lema fonamental de Neyman-Pearson és un resultat que descriu el criteri òptim per distingir dues hipòtesis simples H0: θ=θ0 i H1: θ=θ1.